# Saint-Mard-lès-Rouffy

Saint-Mard-lès-Rouffy este o comună în departamentul Marne, Franța. În 2009 avea o populație de 161 de locuitori.